# Плісировка
Плісиро́вка, плісирува́ння, плісиро́вання або плісе́ (від фр. plissée — «зморщена», plisser — «складати», що сходить до лат. plicāre і далі до індоєвропейського кореня plek) — декоративний елемент одягу у вигляді дрібних, механічно запресованих, непрострочених складок, які можуть бути як пласкими (які лежать), так і виступаючими гармошкою (гофре).
Як правило, плісировані спідниці виконуються прямими і розкльошеними («напівсонце» або «сонце»), нерідко плісирована оборка використовується для обробки спідниць (по низу), суконь або блуз (по рукавах або коміра). На виконання плісирування потрібно приблизно в три рази більше матеріалу, ніж ширина закінченого виробу.

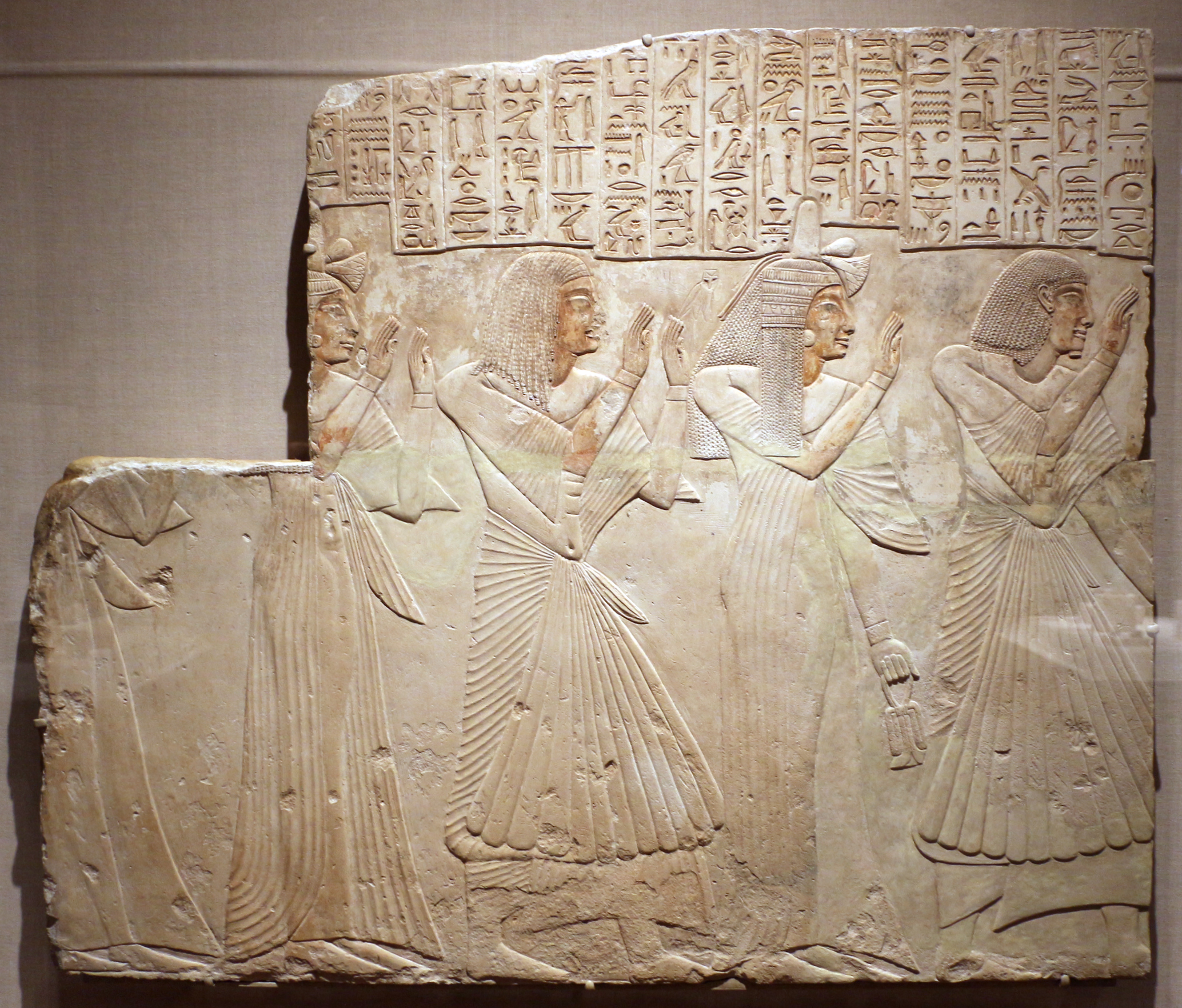
Стародавні єгиптяни в плісированому одязі, бл. 1279-1257 роки до н.е. (правління Рамсеса II)
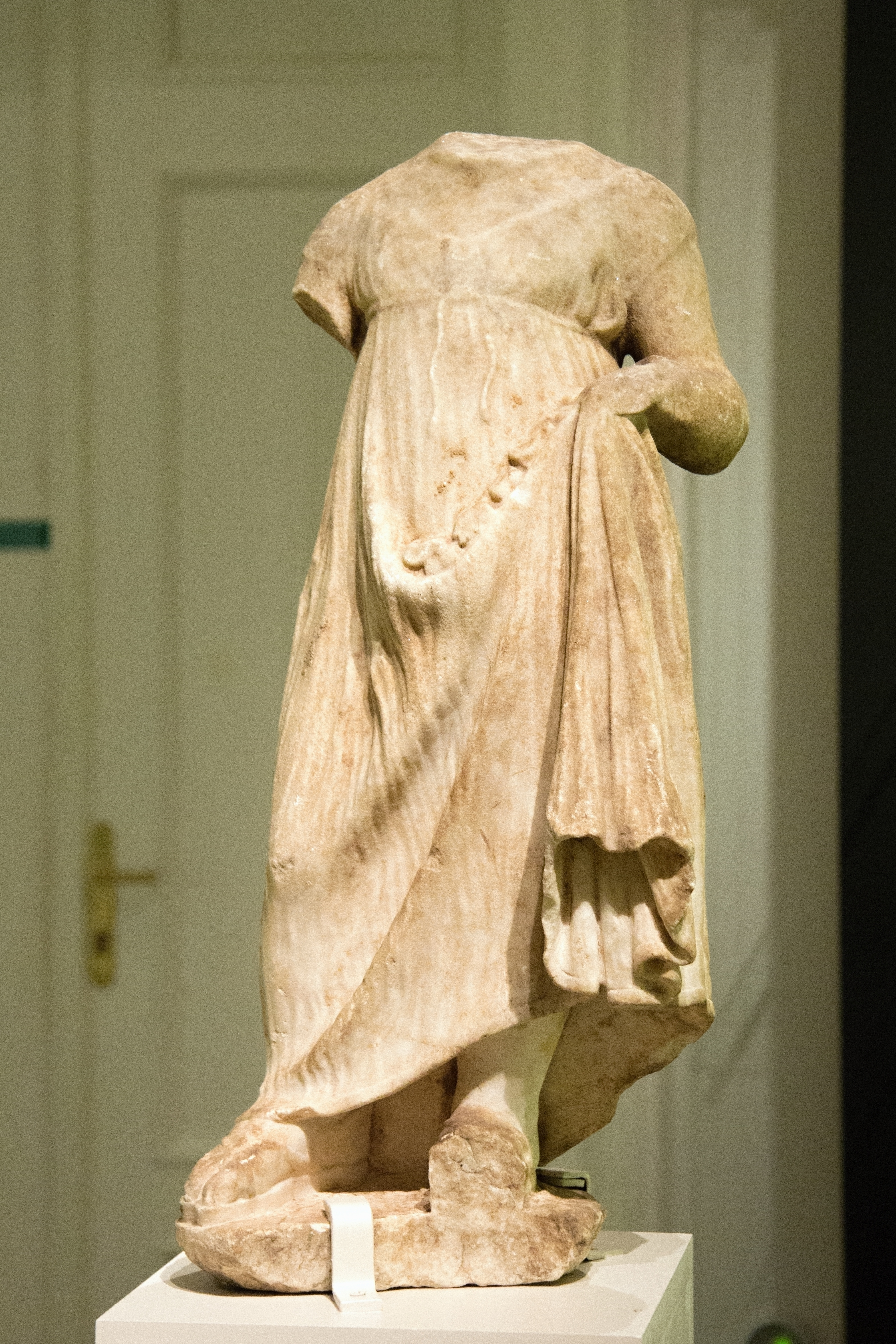
Мармурова скульптура дівчинки в плісированому хітоні, II століття до н.е. Палац Кінскі, Прага
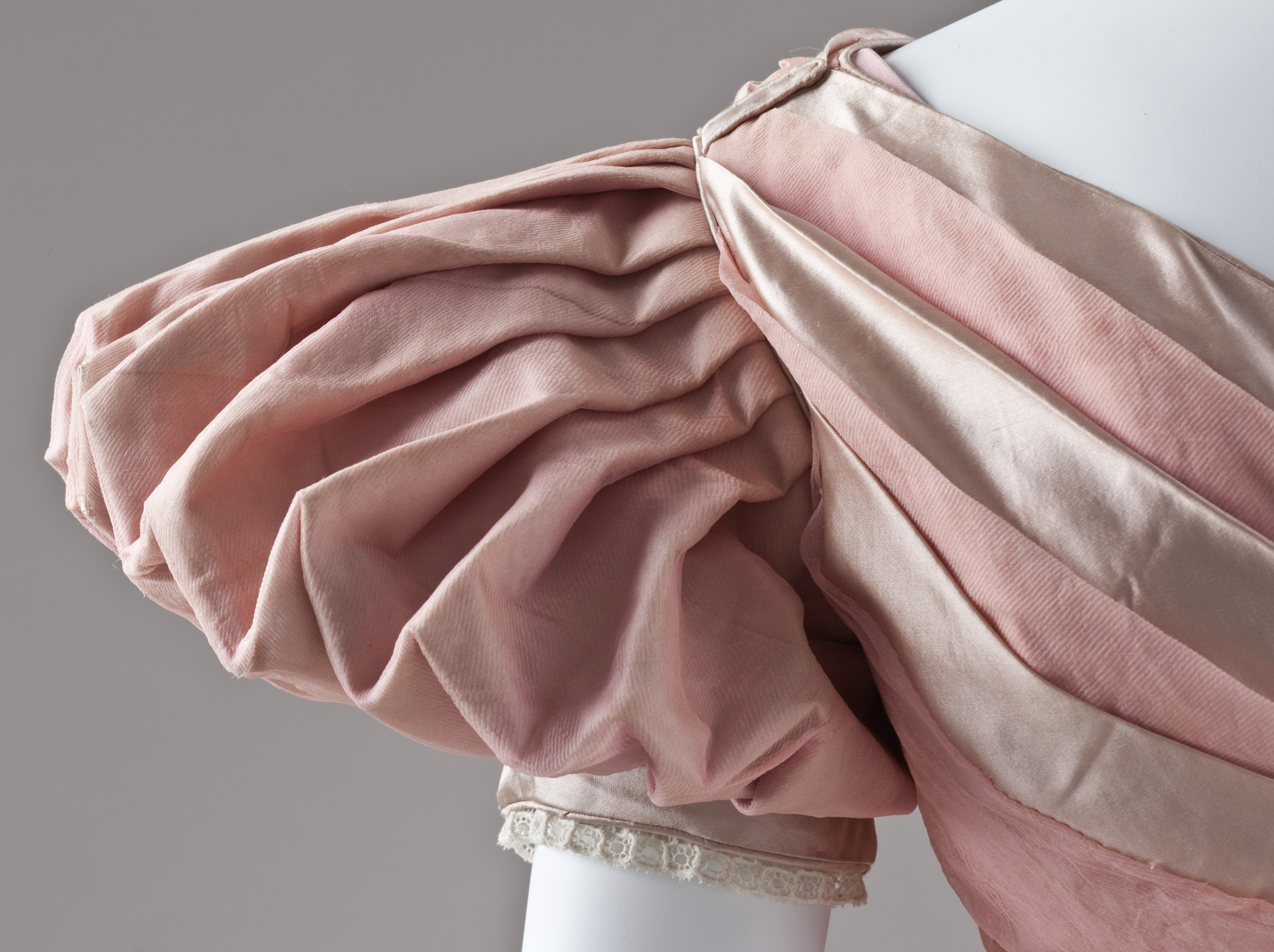
Плісирований рукав на сукні 1830 року. Музей мистецтв округу Лос-Анджелес
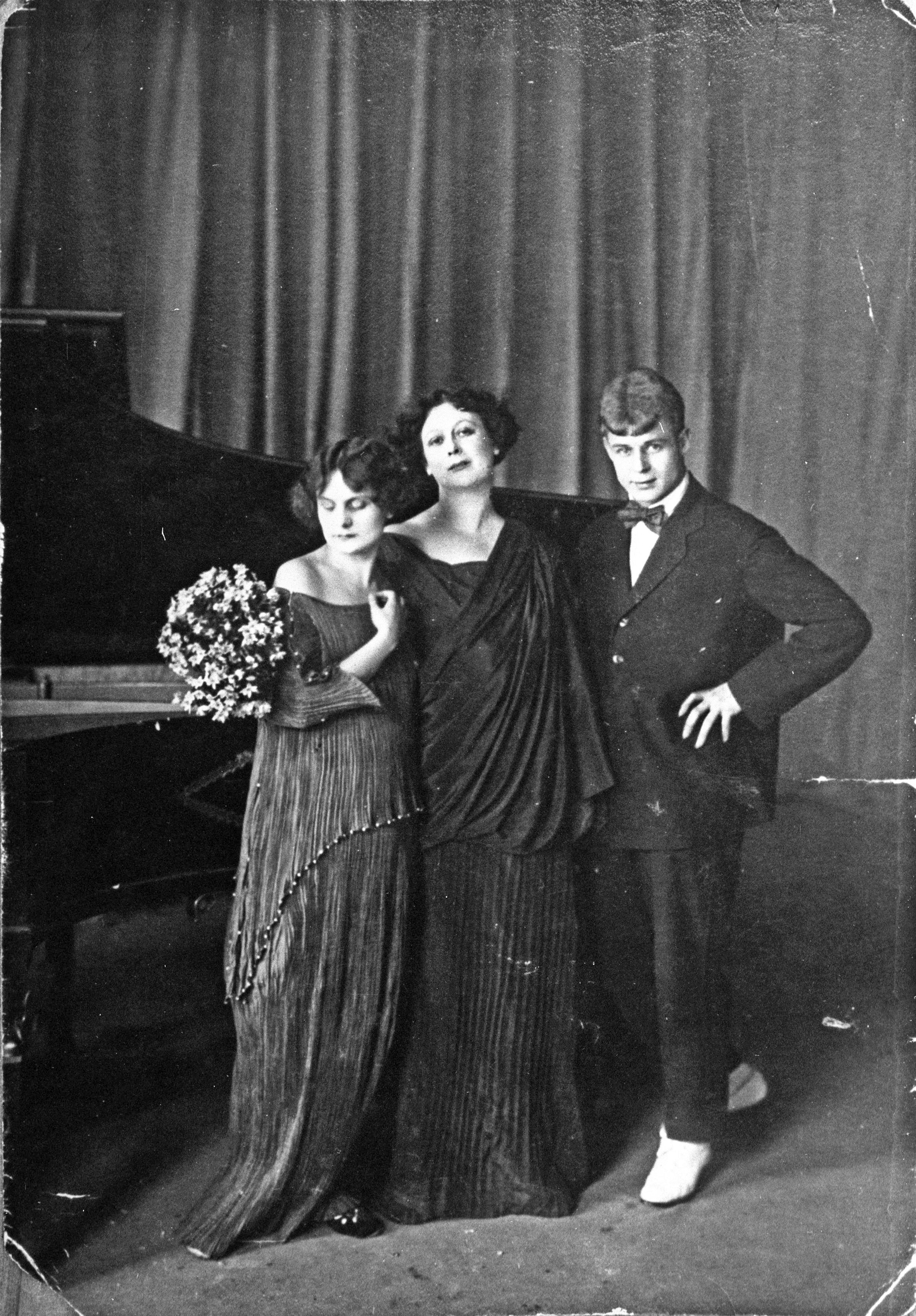
Сергій Єсенін, Айседора Дункан і її прийомна дочка Ірма. 1922 рік. Ірма і Айседора — в плісированих сукнях дельфос Маріано Фортуні
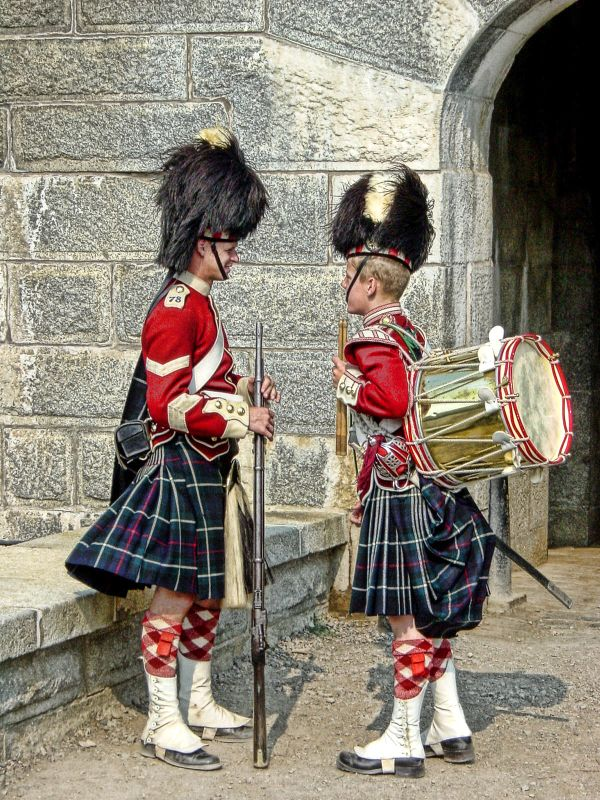
Чоловіки в плісированих кілтах